# Louis Hennepin
El padre Louis Hennepin, bautizado Antoine (Ath, 12 de mayo de 1626-Roma, c. 1705), fue un misionero y sacerdote católico valón de la orden de los franciscanos recoletos, recordado por haber participado como misionero y explorador del interior de Norteamérica. Acompañó a René Robert Cavelier de La Salle en su segundo viaje y, gracias a la obra que Hennepin escribió contando su experiencia, el mundo supo de la existencia de dos grandes cataratas, las cataratas del Niágara, con el caudal más voluminoso de Norteamérica, y las cataratas de San Antonio en lo que hoy es Minneapolis, la única catarata en el río Misisipí. 

## Biografía

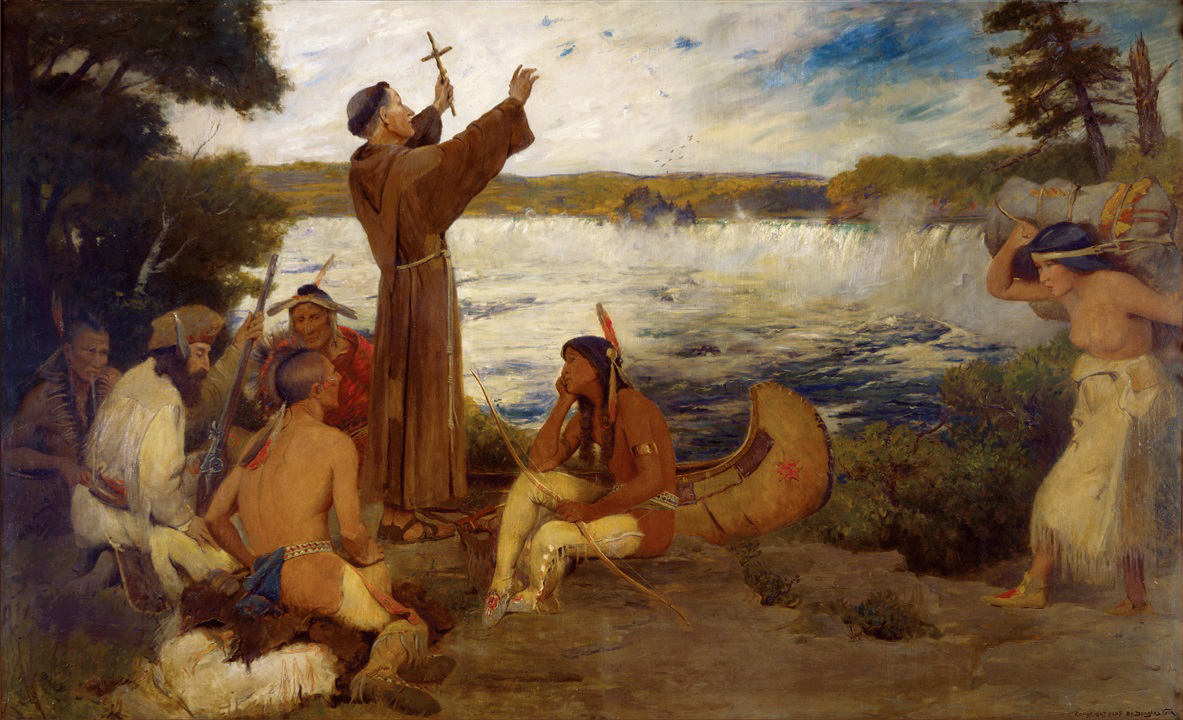
Descubrimiento de Louis Hennepin de las cataratas de San Antonio (obra de Douglas Volk).

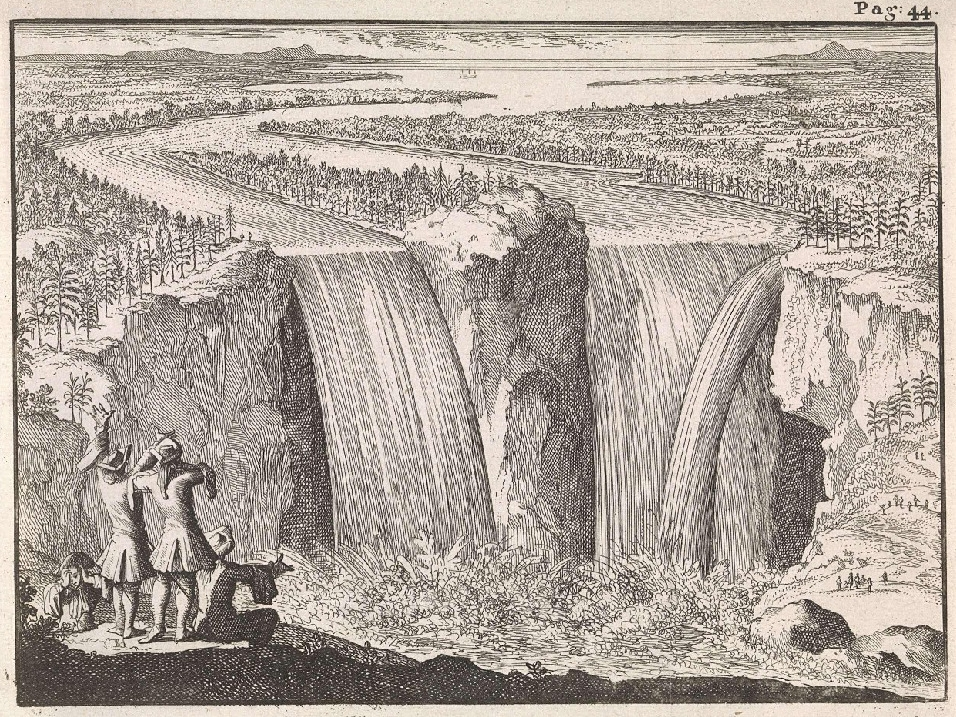
El padre Hennepin delante de las cataratas del Niágara - Grabado tomado de Nouvelle découverte d'un très grand pays situé dans l'Amérique entre le Nouveau-Mexique et la mer glaciale

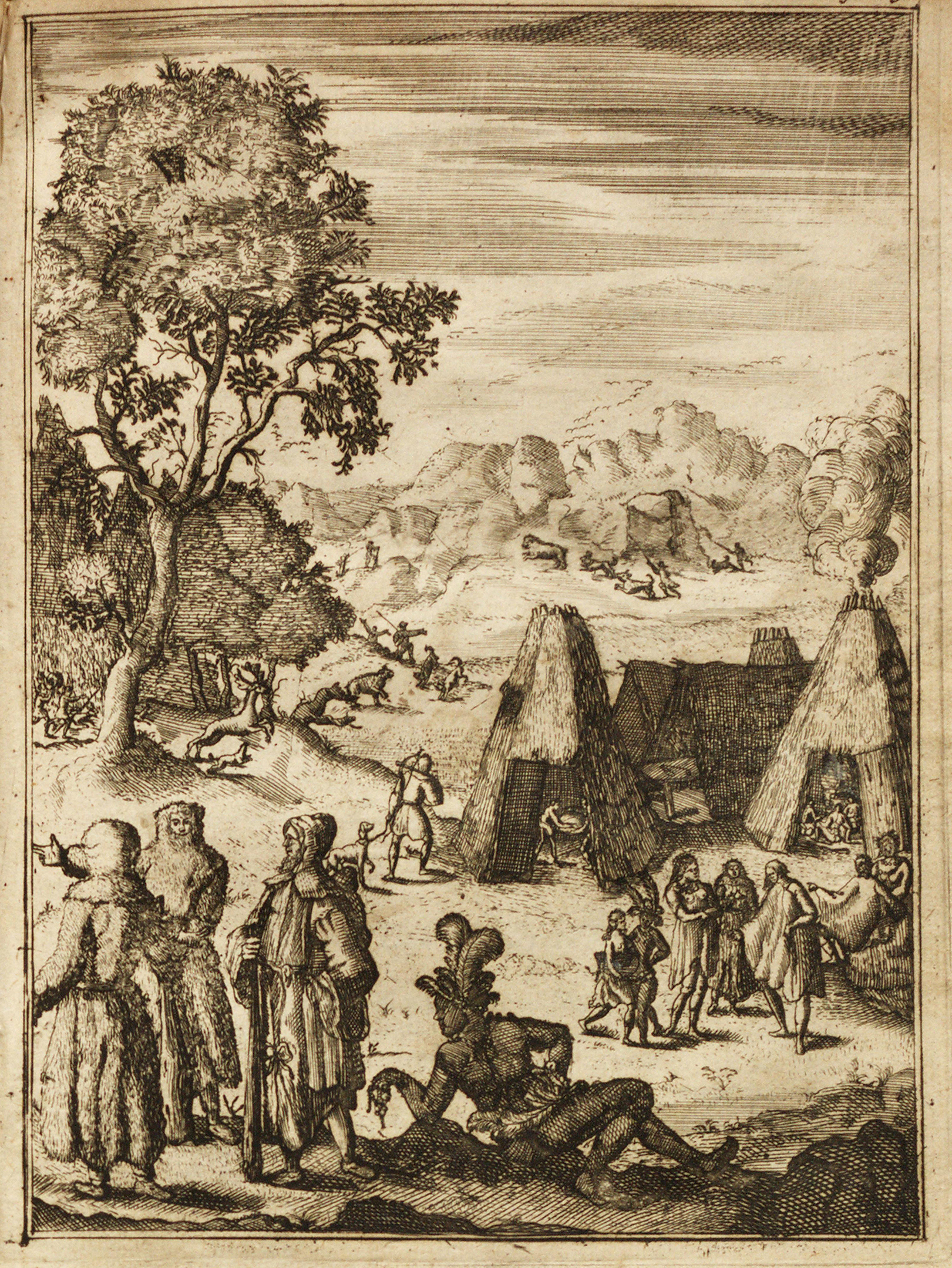
Ilustración de la edición alemana de 1688 Description de la Louisiane

Hennepin nació en Ath en los Países Bajos españoles (ahora en la provincia de Hainaut, Bélgica). En 1659 Béthune, la ciudad donde vivía, fue capturada por el ejército de Luis XIV de Francia, convirtiéndose en súbdito francés. Fue nombrado capellán castrense 1672 y asistió al sitio de Maastricht (1673) junto mariscal de Estrades. El 11 de agosto de 1674, estaba en la batalla de Seneffe, donde Luis II de Borbón-Condé detuvo las tropas de Guillermo de Orange. En Seneffe, Hennepin se encontró con Daniel Greysolon du Lhut, que más adelante le ayudará en 1680. A petición de Luis XIV los hermanos menores recoletos enviaron cuatro misioneros a la Nueva Francia, incluyendo a Hennepin, que tenía 39 años cuando partió.
Desde 1676, el padre Hennepin se encuentra en la ciudad de Quebec en plena actividad misionera. Durante dos años viajó a los alrededores, atendiendo a los indios, aprendiendo sus lenguas. En 1678, René Robert Cavelier de La Salle fue designado por Luis XIV para colonizar nuevas tierras. Recibió el monopolio del comercio de la piel en la región por descubrir. El explorador consigue que su superior provincial permita que el padre Hennepin y dos colegas le acompañasen en su expedición, en la que también participaba el franciscano Zénobie Membre. La Salle mandó un grupo por delante, al mando del capitán La Motte y del Hennepin junto con quince hombres y suministros en Le Pitton, una embarcación de 10 toneladas. La partida dejó Fort Frontenac el 18 de septiembre de 1678 y 21 días más tarde, llegaron a las cataratas del Niágara.
Louis Hennepin no fue el primer europeo en estar frente a las cataratas del Niágara. Hay información creíble que indica que el misionero jesuita Paul Ragueneau podría haberlas descubiertas casi treinta y cinco años antes que él. El resto de la expedición de la Salle llegó al río Niágara el 6 de diciembre de 1678. Durante el invierno, La Salle hizo construir un barco, Le Griffon, una embarcación de 45 toneladas para navegar a través de los Grandes Lagos, y explorar el desconocido Oeste. Zarparon el 7 de agosto de 1679 y fue el primer velero que navegó en los lagos Erie, Hurón y Michigan. Llegaron hasta una isla en Green Bay, donde comerciaron con amistosos pottawatomies y recogieron unos 5400 kg de pieles. La Salle decidió enviar el Griffon de regreso y él se quedó con 4 canoas para explorar la cabecera del lago Míchigan. Luego alcanzó la Misión Saint-Ignace (luego Fort Michillimakinac), que había sido fundada en el estrecho de Mackinac, entre los lagos Michigan y Huron, por el jesuita Jacques Marquette. Las cosas fueron mal, con la deserción de muchos hombres. La Salle decidió volver al Niagara. Hennepin se negó a darse por vencido y le propuso explorar el curso superior del Misisipí. Los dos hombres no se volvieron a encontraran más.
Hennepin, de acuerdo con su relato, descendió con sus dos compañeros, Michel Accault y Antoine Auguel, llamado Le Picard Du Guay, el río Illinois hasta alcanzar el río Misisipí. A continuación, remontaron el Misisipí hasta el sitio de la actual ciudad de Minneapolis, donde bautizó las cataratas como «Saut Saint Antoine».
El 11 de abril de 1680 fueron capturados por guerreros sioux cerca de la desembocadura del Illinois, que los retuvieron un tiempo en lo que hoy es el estado de Minnesota. En julio, Daniel Greysolon Duluth negoció su liberación. En septiembre, a Hennepin y los demás les dieron canoas y les permitirion marchar, regresando finalmente a Quebec. El misterio de lo que sucedió es completo, ya que Hennepin afirmó haber descendido el Misisipí hasta su desembocadura, lo que es cuestionado por muchos historiadores. varios historiadores locales si atribuyen al fraile franciscano recoleto el haber sido primer europeo en pisar tierra en el sitio de la actual Hannibal (Misuri).
Hennepin volvió a Francia en 1681 y su orden nunca le permitió regresar a Norteamérica. En 1683, publicó su primer trabajo en París, Description de la Louisiane, nouvellement découverte au Sud’Oüest de la Nouvelle France [Descripción de Louisiana, recién descubierta al suroeste de la Nueva Francia]. En esta obra se menciona por primera vez en un mapa el nombre de «Louisiane». En 1698, A New Discovery of a Vast Country in America [Un nuevo descubrimiento de un vasto país en América] se publicó en Londres.
El padre Hennepin fue acusado de fraude por sus publicaciones y no pudo regresar a Francia. Exiliado en Roma, probablemente murió allí hacia 1701.

## Obras de Hennepin

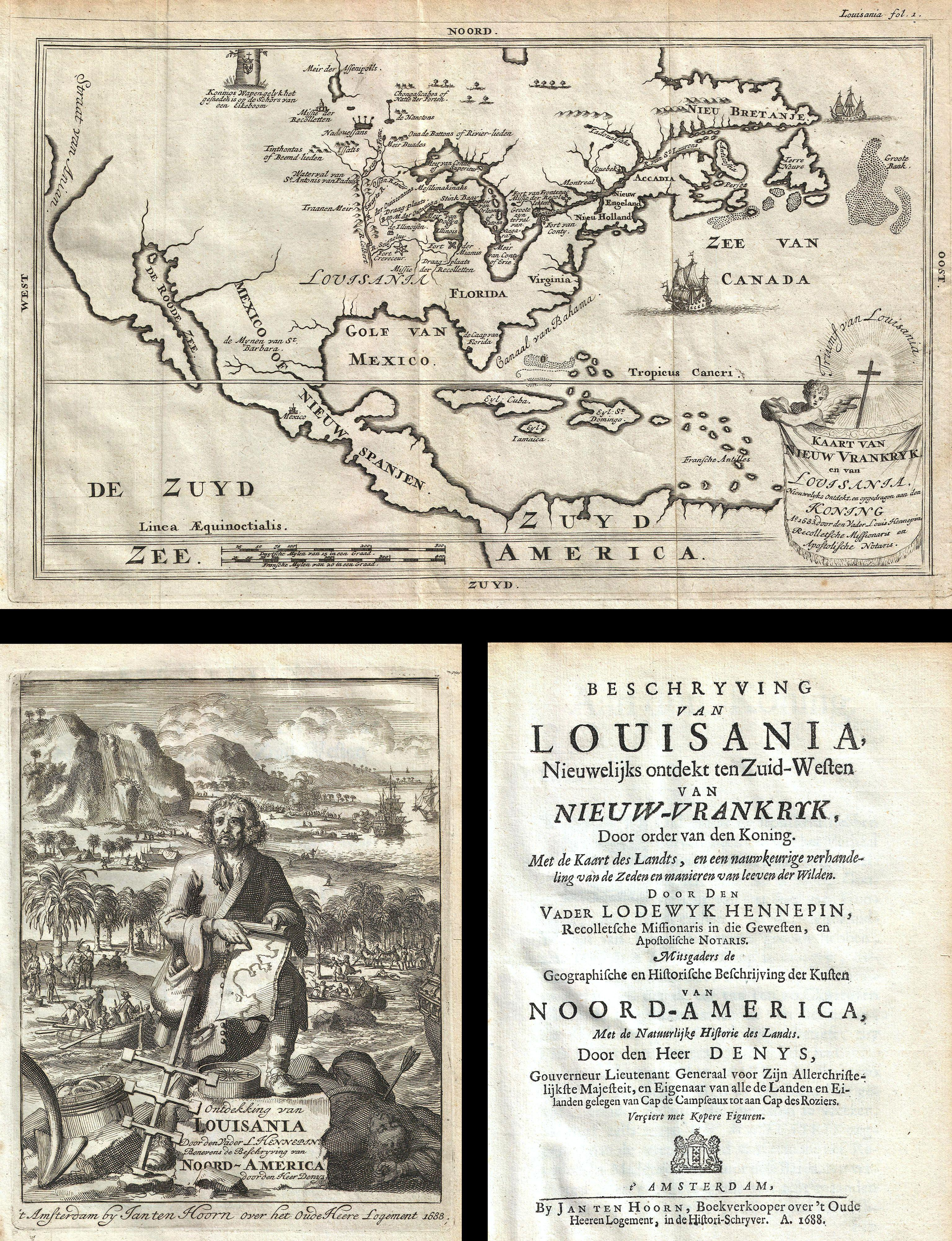
Description de la Louisiane, una obra que tuvo gran impacto en la historia cartográfica de América. Esta es la primera edición holandesa de 1688 de la obra más importante de fray Hennepin describiendo sus exploraciones a través de los Grandes Lagos y la parte superior del valle del Misisipí. Este libro incluye el primer mapa en que se nombra la Louisiana, así como algunas de las primeras descripciones y representaciones de las regiones, incluidas las cataratas del Niágara.

Hennepin fue autor de los siguientes libros:
- Description de la Louisiane (Paris, 1683).
- Nouvelle découverte d'un très grand pays situé dans l'Amérique entre le Nouveau-Mexique et la mer glaciale (Utrecht, 1697).
- Nouveau voyage d'un pays plus grand que l'Europe (Utrecht, 1698).
- "A New Discovery of a Vast Country in Voyage America" en dos volúmenes. Reimpreso a partir de la segunda emisión de Londres de 1698, con facsímiles de portadas originales, mapas e ilustraciones, y la adición de una Introducción, Notas e Índice de Reuben Gold Thwaites. A.C. McMlurg & Co., Chicago, 1903.

La verdad de la mayor parte de los relatos de Hennepin ha sido puesta en cuestión —o rotundamente negado— sobre todo por el historiador estadounidense Francis Parkman. En palabras de la Catholic Encyclopedia de 1913:

Hennepin ha sido denunciado por muchos historiadores y críticos históricos como un redomado falsificador. Ciertos escritores han tratado de rechazar esta acusación afirmando que las declaraciones erróneas están en las interpolaciones hechas por otras personas. El peso de la evidencia es, sin embargo, contrario a tal teoría.
Hennepin has been denounced by many historians and historical critics as an arrant falsifier. Certain writers have sought to repel this charge by claiming that the erroneous statements are in fact interpolations by other persons. The weight of the evidence is however adverse to such a theory.
Catholic Encyclopedia, 1913

## Lugares nombrados en su memoria

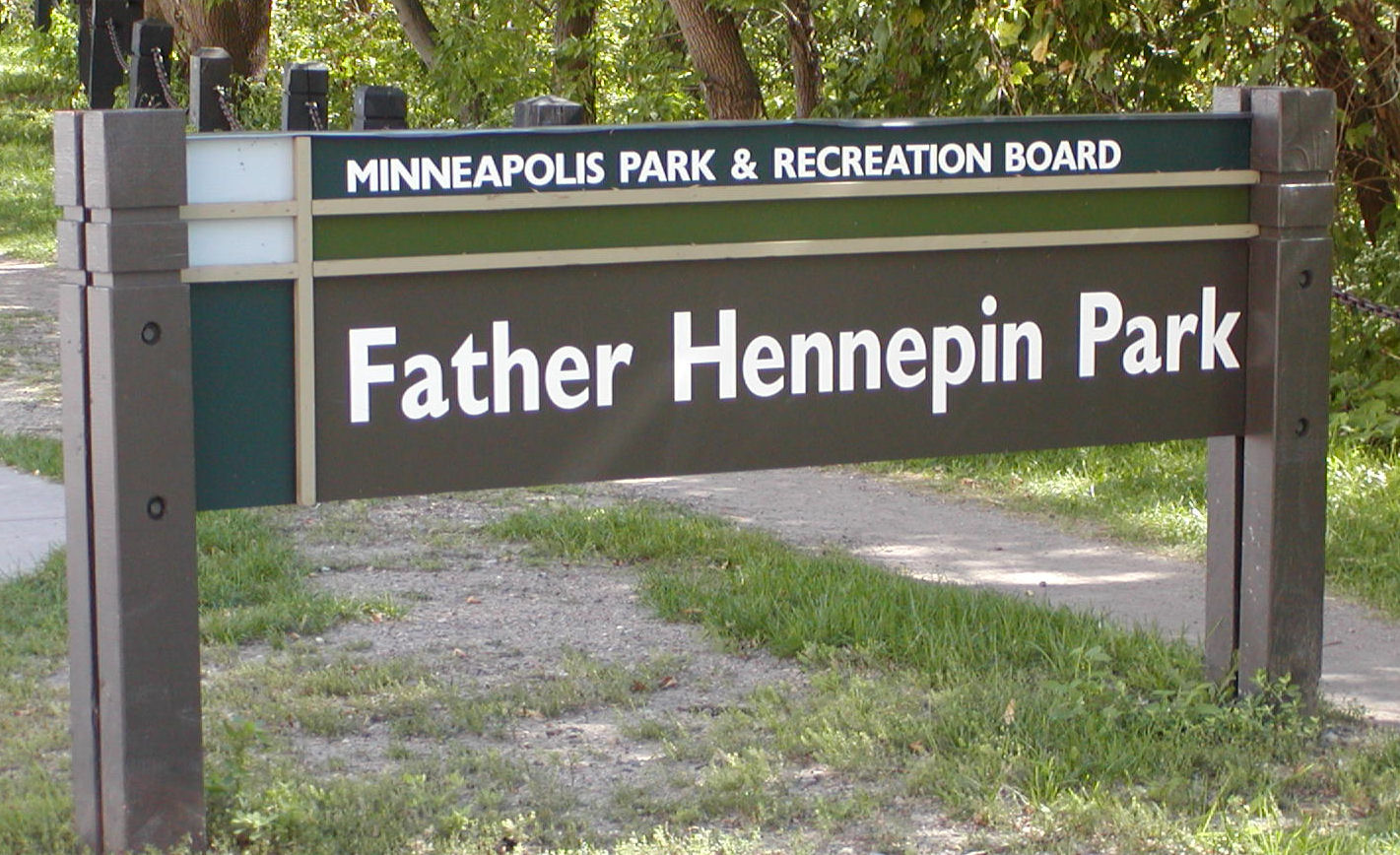
Parque que honra su memoria

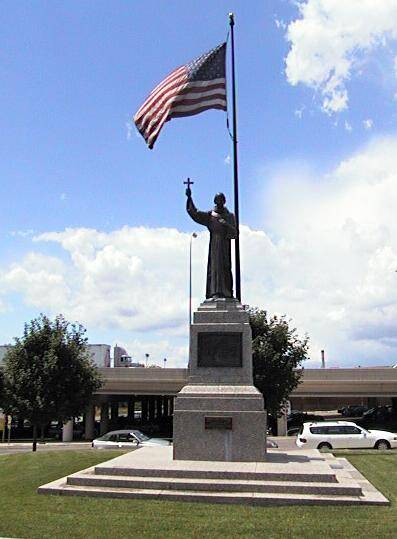
Una estatua de Louis Hennepin, en Minneapolis, Minnesota

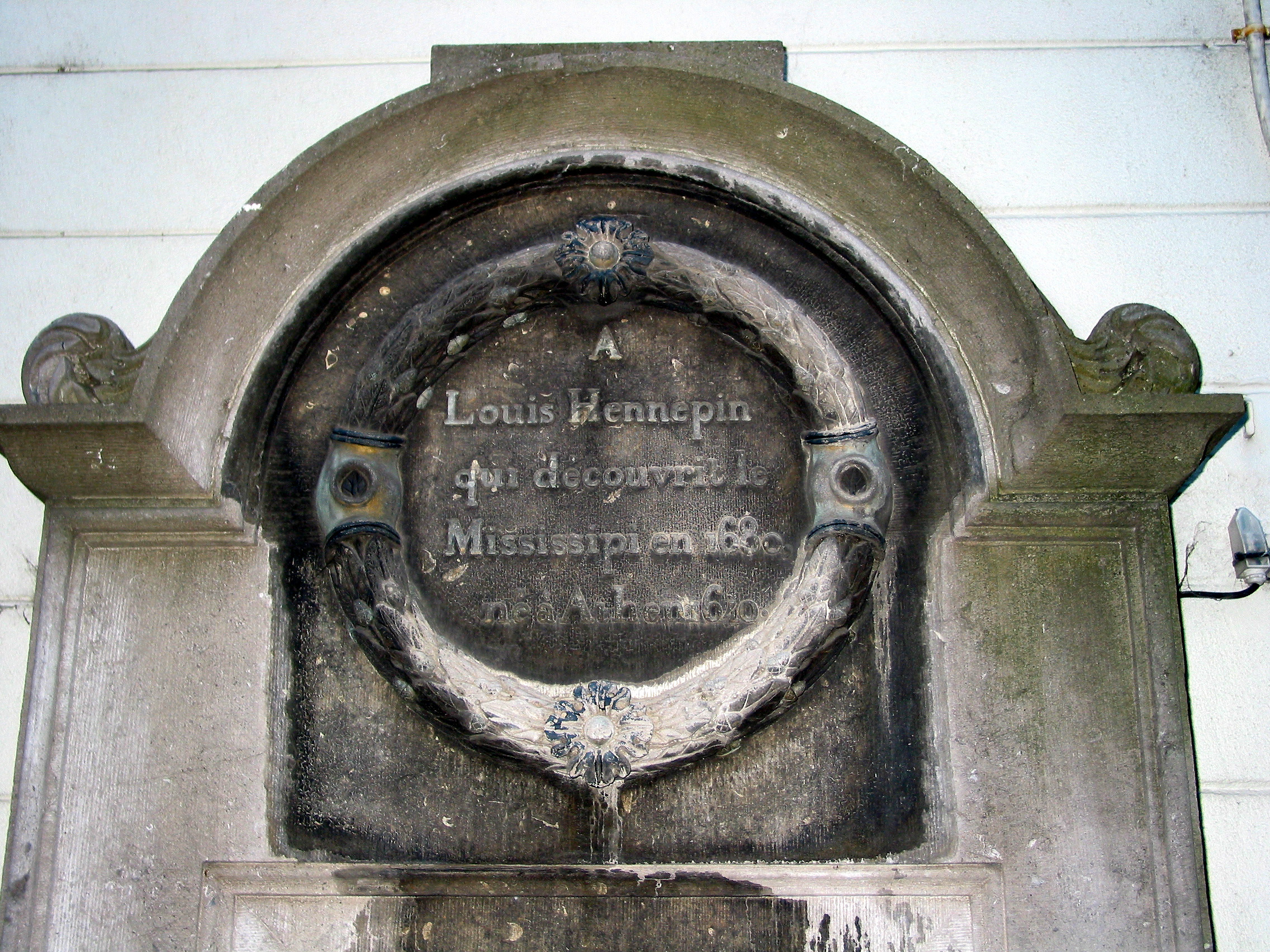
Ath, su villa natal, recuerda a Hennepin (título alrededor de la bomba Hennepin)